# Mount Elbert
A Mount Elbert hegy az Amerikai Egyesült Államokban, Colorado államban. 4401 m-es magasságával az egész Sziklás-hegység legmagasabb hegye. A kaliforniai Mount Whitney után a második legmagasabb hegy az Egyesült Államok kontinentális részén.